# Radio Flyer (entreprise)
Pour les articles homonymes, voir Radio Flyer.
Radio Flyer est une société américaine fabriquant des jouets dont le produit le plus connu est une gamme de chariots rouges. Radio Flyer produit exclusivement des chariots à tirer, scooters, tricycles et vélos.
La société a été fondée en 1917 et est basée à Chicago (Illinois).

## Histoire
Antonio Pasin a commencé à construire des petits chariots en bois à Chicago en 1917, afin de les vendre à des magasins de la région.
En 1923, il crée la société Liberty Coaster Company (nommée en l'honneur de la statue de la Liberté). En 1930, la société a été rebaptisée Radio Steel & Manufacturing. La société rebaptisée produisait les caisses de chariot en acier. Les nouveaux chariots ont été nommés Radio Flyer, car Antonio Pasin avait une fascination pour la radio et le vol. En 1933, alors que Chicago était l'hôte de l'Exposition universelle, Radio Steel & Manufacturing a été convié pour faire partie des festivités.
Au cours de la Seconde Guerre mondiale, l'acier était le matériel de guerre essentiel, la société a donc comme beaucoup d’autres changé de production pour servir l'armée américaine.
En 1987, Radio Steel & Manufacturing change son nom pour Radio Flyer en hommage a son produit phare. Aujourd'hui, la société produit une large gamme de produits pour enfants comprenant scooters, vélos, tricycles, voiturettes, chevaux à bascule et chariots. Robert Pasin, petit-fils d'Antonio, est directeur général depuis 1997.